# Doryxylon spinosum
Doryxylon spinosum là một loài thực vật có hoa trong họ Đại kích. Loài này được Zoll. mô tả khoa học đầu tiên năm 1857.

## Hình ảnh

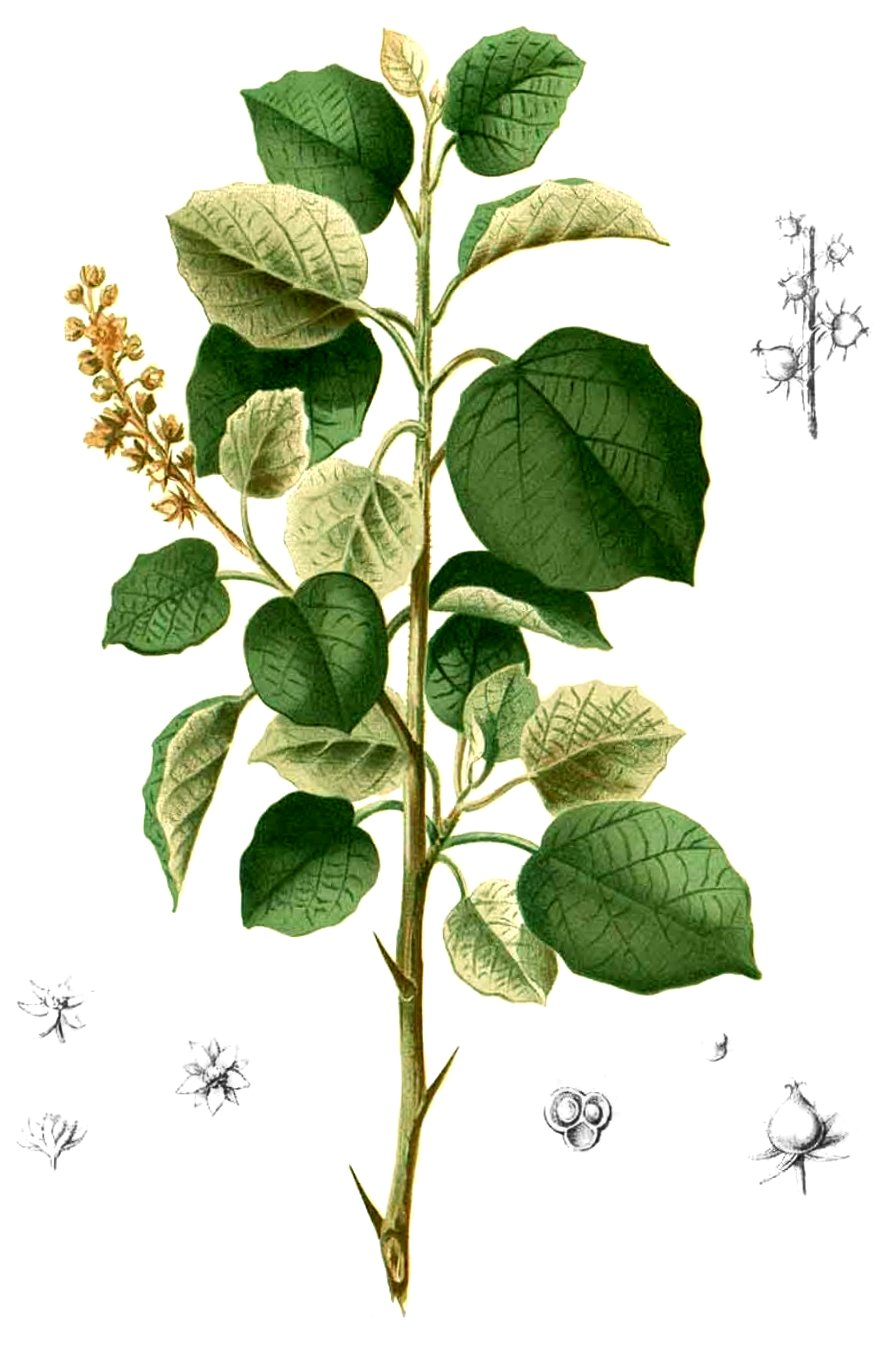
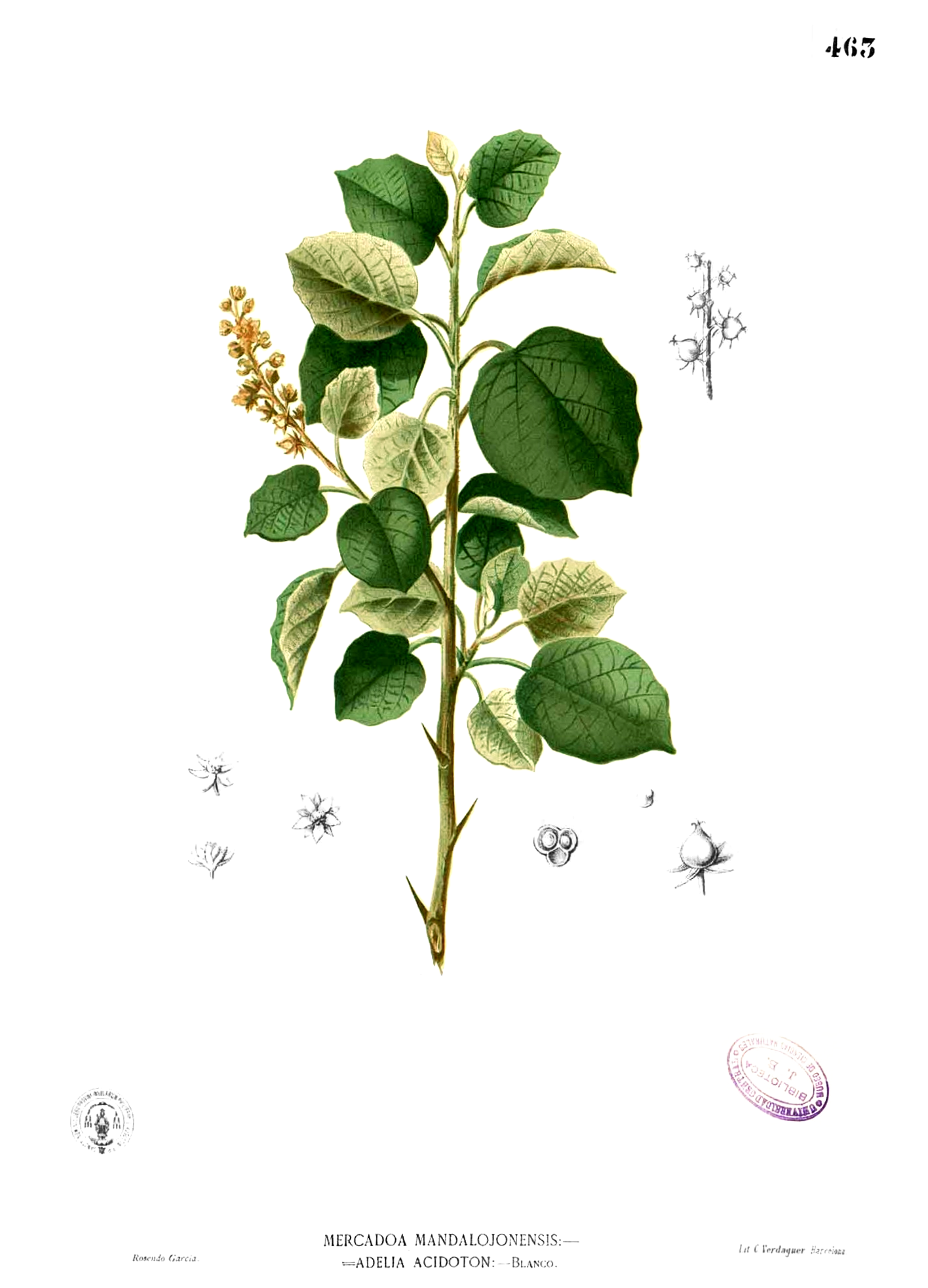